# Gilles Ier Poulain
Gilles Ier Poulain, mort vers 1270, est un chevalier croisé, probablement originaire du royaume de France, qui fut dans les États latins d'Orient seigneur d'Haïfa.
Il est le fils aîné de Geoffroy Ier Poulain et de son épouse Helvis d'Haïfa, dame d'Haïfa de suo jure. Son père meurt avant 1250 et il grandit sous la tutelle de sa mère et de ses deux beau-pères : Garcia Alvarez puis Jean de Valenciennes.
Après la mort de sa mère en 1264, alors que son beau-père Jean de Valenciennes est en Europe et ne reviendra jamais en Terre sainte, il devient la nouveau seigneur d'Haïfa, mais la ville est capturée et détruite l'année suivante par les Mamelouks et il n'en est plus que le seigneur-titulaire à partir de mars 1265 jusqu'à sa mort. 
Il épouse Marguerite de Brie, fille de Jean de Brie et d'Alix de Chappe, tandis qu'Anceau de Brie, frère de Marguerite, épouse la sœur de Gilles, Aiglantine Poulain. De ce mariage naissent trois enfants :
- Geoffroy II Poulain, qui succède à sa mère ;
- Rohard Poulain, qui épouse en premières noces Alicia, fille de Pierre de Gloire (italien : Pietro da Gloria), originaire de Pise, avec qui il a trois enfants, puis en secondes noces Béatrix de Pécquigny :
  - Gilles Poulain, cité dans les Lignages d'Outremer ;
  - Philippe Poulain, cité dans les Lignages d'Outremer ;
  - Marguerite Poulain, citée dans les Lignages d'Outremer ;
- Helvis Poulain, qui épouse Hugues, seigneur de Radouf.

Il meurt vers 1270 et c'est son fils aîné Geoffroy II qui hérite de ses droits à la seigneurie d'Haïfa.